# Gruppo Lombardini
Il Gruppo Lombardini è stato una delle principali aziende italiane operanti nel settore della Grande distribuzione organizzata, presente sul territorio nazionale con ipermercati, discount e cash & carry.
L'azienda capogruppo è la Lombardini Holding Spa, a cui facevano capo le insegne Pellicano (Comprabene Spa e Lombardini Rezzato Srl), Gros Market (Gros Market Italia Srl), LD Discount (Lombardini Discount Spa).

## Marchi

### Pellicano Super
L'insegna Pellicano riuniva circa 400 punti vendita, ceduti nel periodo 2006-2012 ultimamente a Conad ed a Carrefour o convertiti in LD Market.

### Pellicano Iper
L'insegna identificava i cinque ipermercati del gruppo (a Camposampiero, Liscate, Mapello, Rezzato e Treviglio), la cui superficie va dai circa 3000 ai circa 7000 m².
Nell'autunno 2012, l'ipermercato di Camposampiero viene ceduto ai Fratelli Lando (insegna IperLANDO). Il 25 luglio 2013, viene comunicata la cessione dei restanti punti di vendita, due dei quali (Mapello e Treviglio) sono stati convertiti in Ipercoop a settembre 2013, l'ipermercato di Liscate dal 28 novembre 2013 diviene un Galassia del Gruppo Brendolan, mentre la struttura di Rezzato dal 6 dicembre 2013 diviene un IperRossetto del Gruppo Rossetto.

### Continente
Il Gruppo possedeva un ipermercato a Rezzato, in provincia di Brescia che utilizzava in franchising l'insegna Continente fino al 2010. A partire dal 2011 il marchio rimane ad identificare il centro commerciale mentre l'ipermercato passa ad insegna Pellicano Iper, questo fino a dicembre 2013 quando diventa "IperRossetto".
La denominazione Continente viene utilizzata anche per l'ultimo centro commerciale realizzato dal Gruppo a Mapello (BG).

### Gros Market
Gros Market era una catena di 20 Cash & Carry (diventati 13 ad inizio 2013) radicati su tutto il Nord Italia e nelle Marche con un vasto assortimento di referenze per alimentaristi, comunità e per il canale Ho.Re.Ca. Nel 2012-13 vennero tutti trasferiti e riconvertiti in Dock's Market (Gruppo Carrefour) e poi qualche anno dopo ceduti alla Sogegross Spa, che manterrà l'insegna Gros Market.

### LD Market
LD Market (LD Discount in Trentino-Alto Adige) raccoglieva 350 discount alimentari dislocati nel Nord Italia e nella Sardegna con un fatturato di oltre 860 milioni di euro (dati 2011). Era presente sul mercato italiano dal 1993.
Il 25 luglio 2013, in un breve comunicato, il Gruppo Lombardini ha dichiarato la cessione del canale discount alla società Lillo titolare del marchio MD.
Il 30 settembre 2013, il cambio di direzione è divenuto operativo mantenendo la vecchia insegna fino al 4 settembre 2017, da quando tutti i punti vendita sono stati riconvertiti in quelli MD.